# アイビスサマーダッシュ
アイビスサマーダッシュは、日本中央競馬会 (JRA) が新潟競馬場で施行する中央競馬の重賞競走 (GIII) である。2001年に新設された重賞で、芝の直線1,000 mコースで開催される。
競走名のアイビス (Ibis) は、新潟県の県鳥トキの英称。新潟競馬場のスタンドにも「アイビススタンド」の名称で使用されている。
正賞は新潟市長賞。

## 概要
中央競馬で唯一、直線コースのみで施行される重賞競走。
2001年に新潟競馬場のコース改修が行われた際に新設された、芝直線1000メートルのコースを使用して行われる。創設から2005年まではスプリンターズステークスのステップレースとして位置付けられ、2005年まではスプリンターズステークスの出走候補馬となる地方競馬所属馬3頭に出走資格が与えられていたが、2006年以降地方所属馬の出走枠は2頭になった。また2005年から国際競走に指定され、外国馬も出走可能になった。
2006年から施行時期が夏の新潟開催の開幕週に移設されるとともに、夏季競馬をさらに盛り上げるため設けられたサマースプリントシリーズに指定された（2011年までは第2戦、2012年以降は第3戦）。
牡馬・牝馬混合戦ではあるが、牝馬の勝率が良く、2020年までに開催された全20回中、牡馬の優勝が7回（6頭）に対し、牝馬の優勝は13回（11頭）を数える。なお、直近10年（2011年～2020年）において牝馬の勝率は五分五分となっているが、2005年～2011年にかけて牝馬が7連勝としており、これはJRAの牝馬限定戦ではない重賞競走における牝馬の最多連勝記録である。

### 競走条件
以下の内容は、2024年現在のもの。
出走資格：サラ系3歳以上
- JRA所属馬
- 地方競馬所属馬（2頭まで）
- 外国調教馬（優先出走）

負担重量：別定
- 3歳54kg（8月2日以降に施行される場合は55kg）、4歳以上57kg、牝馬2kg減
  - 2023年7月29日以降のGI競走（牝馬限定競走を除く）1着馬3kg増、牝馬限定GI競走またはGII競走（牝馬限定競走を除く）1着馬2kg増、牝馬限定GII競走またはGIII競走（牝馬限定競走を除く）1着馬1kg増
  - 2023年7月28日以前のGI競走（牝馬限定競走を除く）1着馬2kg増、牝馬限定GI競走またはGII競走（牝馬限定競走を除く）1着馬1kg増
  - （ただし2歳時の成績をのぞく）

### 賞金
2024年の1着賞金は4100万円で、以下2着1600万円、3着1000万円、4着620万円、5着410万円。

### コース
新潟競馬場の芝コース、直線1000メートルを使用。
本競走が施行される直線コースは他競馬場の周回コースの芝1000メートルに比べ速いタイムが出やすく、2001年に中央競馬史上初めて1ハロン10秒を切るラップタイムが本競走を含む3競走で記録され、2002年に本競走で優勝したカルストンライトオの走破タイム（53秒7）は芝1000メートルのJRAレコードとなっている。この時の平均速度は 時速 67.0 キロメートル に相当する。
周回コースを走る馬の影響で芝が傷みやすい内枠よりも芝のコンディションの良い外枠の方が有利な傾向があるといわれる。

## 歴史
- 2001年 - 3歳以上の馬による重賞競走（GIII[注 3]）として新設、新潟競馬場の直線芝1000mで施行[5]。
- 2005年 - 国際競走に変更され、外国調教馬が5頭まで出走可能となる[5]。
- 2006年
  - 特別指定交流競走に変更され、地方競馬所属馬の出走枠が3頭から2頭に縮小[5]。
  - サマースプリントシリーズに指定。[5]
- 2007年 - 日本のパートI国昇格に伴い、格付表記をJpnIIIに変更[5]。
- 2009年
  - 外国調教馬の出走枠が9頭に拡大[5]。
  - 格付表記をGIII（国際格付）に変更[5]。
- 2020年 - 新型コロナウイルスの感染拡大防止のため、「無観客競馬」として実施[9]。
- 2023年 ‐ 負担重量を「グレード別定」に変更。
- 2024年 - 暑熱対策による最終競走の発走時刻を18時25分に設定したことに伴い、競走番号が第11競走から第7競走に変更。

### 歴代優勝馬
距離はすべて芝コース。
| 回数   | 施行日        | 競馬場 | 距離      | 優勝馬             | 性齢 | タイム  | 優勝騎手   | 管理調教師 | 馬主                         |
| ------ | ------------- | ------ | --------- | ------------------ | ---- | ------- | ---------- | ---------- | ---------------------------- |
| 第1回  | 2001年8月19日 | 新潟   | 直線1000m | メジロダーリング   | 牝5  | 0:53.9  | 吉田豊     | 大久保洋吉 | （有）メジロ牧場             |
| 第2回  | 2002年8月18日 | 新潟   | 直線1000m | カルストンライトオ | 牡4  | R0:53.7 | 大西直宏   | 大根田裕之 | 清水貞光                     |
| 第3回  | 2003年8月24日 | 新潟   | 直線1000m | イルバチオ         | 牝6  | 0:54.2  | 左海誠二   | 小檜山悟   | 柴原榮                       |
| 第4回  | 2004年8月22日 | 新潟   | 直線1000m | カルストンライトオ | 牡6  | 0:53.9  | 大西直宏   | 大根田裕之 | 清水貞光                     |
| 第5回  | 2005年8月21日 | 新潟   | 直線1000m | テイエムチュラサン | 牝3  | 0:54.0  | 田嶋翔     | 小島貞博   | 竹園正繼                     |
| 第6回  | 2006年7月16日 | 新潟   | 直線1000m | サチノスイーティー | 牝3  | 0:55.7  | 鈴来直人   | 平井雄二   | 佐藤幸彦                     |
| 第7回  | 2007年7月15日 | 新潟   | 直線1000m | サンアディユ       | 牝5  | 0:55.1  | 村田一誠   | 音無秀孝   | 松岡隆雄                     |
| 第8回  | 2008年7月20日 | 新潟   | 直線1000m | カノヤザクラ       | 牝4  | 0:54.2  | 小牧太     | 橋口弘次郎 | 神田薫                       |
| 第9回  | 2009年7月19日 | 新潟   | 直線1000m | カノヤザクラ       | 牝5  | 0:56.2  | 小牧太     | 橋口弘次郎 | 神田薫                       |
| 第10回 | 2010年7月18日 | 新潟   | 直線1000m | ケイティラブ       | 牝6  | 0:53.9  | 西田雄一郎 | 野元昭     | 瀧本和義                     |
| 第11回 | 2011年7月17日 | 新潟   | 直線1000m | エーシンヴァーゴウ | 牝4  | 0:53.8  | 福永祐一   | 小崎憲     | （株）栄進堂                 |
| 第12回 | 2012年7月22日 | 新潟   | 直線1000m | パドトロワ         | 牡5  | 0:54.2  | 安藤勝己   | 鮫島一歩   | 吉田照哉                     |
| 第13回 | 2013年7月28日 | 新潟   | 直線1000m | ハクサンムーン     | 牡4  | 0:54.2  | 酒井学     | 西園正都   | 河崎五市                     |
| 第14回 | 2014年8月3日  | 新潟   | 直線1000m | セイコーライコウ   | 牡7  | 0:54.3  | 柴田善臣   | 鈴木康弘   | 竹國美枝子                   |
| 第15回 | 2015年8月2日  | 新潟   | 直線1000m | ベルカント         | 牝4  | 0:54.1  | M.デムーロ | 角田晃一   | 前田幸治                     |
| 第16回 | 2016年7月31日 | 新潟   | 直線1000m | ベルカント         | 牝5  | 0:54.1  | M.デムーロ | 角田晃一   | 前田幸治                     |
| 第17回 | 2017年7月30日 | 新潟   | 直線1000m | ラインミーティア   | 牡7  | 0:54.2  | 西田雄一郎 | 水野貴広   | 大澤繁昌                     |
| 第18回 | 2018年7月29日 | 新潟   | 直線1000m | ダイメイプリンセス | 牝5  | 0:53.8  | 秋山真一郎 | 森田直行   | 宮本孝一                     |
| 第19回 | 2019年7月28日 | 新潟   | 直線1000m | ライオンボス       | 牡4  | 0:55.1  | 田辺裕信   | 和田正一郎 | （有）和田牧場               |
| 第20回 | 2020年7月26日 | 新潟   | 直線1000m | ジョーカナチャン   | 牝5  | 0:54.5  | 菱田裕二   | 松下武士   | 上田江吏子                   |
| 第21回 | 2021年7月25日 | 新潟   | 直線1000m | オールアットワンス | 牝3  | 0:54.2  | 石川裕紀人 | 中舘英二   | 吉田勝己                     |
| 第22回 | 2022年7月31日 | 新潟   | 直線1000m | ビリーバー         | 牝7  | 0:54.4  | 杉原誠人   | 石毛善彦   | （有）ミルファーム           |
| 第23回 | 2023年7月30日 | 新潟   | 直線1000m | オールアットワンス | 牝5  | 0:54.9  | 石川裕紀人 | 中舘英二   | 吉田勝己                     |
| 第24回 | 2024年7月28日 | 新潟   | 直線1000m | モズメイメイ       | 牝4  | 0:55.3  | 国分恭介   | 音無秀孝   | （株）キャピタル・システム   |
| 第25回 | 2025年8月3日  | 新潟   | 直線1000m | ピューロマジック   | 牝4  | R0:53.7 | C.ルメール | 安田翔伍   | （株）スリーエイチレーシング |